# Derby danois des juments
Le Derby danois des juments, en danois Dansk Hoppe Derby, est une course hippique de trot attelé courue au mois d'août sur l'hippodrome de Charlottenlund, au Danemark.
C'est une course de groupe I réservée aux juments de 4 ans, vitrine de l'élevage du Trotteur danois.
Elle se court sur la distance de 2 000 mètres. En 2024, l'allocation est de 740 000 DKK (environ 99 175 €).

## Palmarès depuis 1998
| Année | Vainqueur          | Driver             | Réd.km |
| ----- | ------------------ | ------------------ | ------ |
| 2024  | Juno               | Michael Lönborg    | 1'13"1 |
| 2023  | Harper             | Michael Lönborg    | 1'14"  |
| 2022  | Golden CN          | Flemming Jensen    | 1'16"1 |
| 2021  | Flower Dust        | Bent Svendsen      | 1'12"5 |
| 2020  | Eenymeenyminymoe   | Flemming Jensen    | 1'13"9 |
| 2019  | Dream Girl         | Nicolaj Andersen   | 1'13"5 |
| 2018  | Commit Boom Bay    | Nicolaj Andersen   | 1'13"2 |
| 2017  | Bikini             | Peter Ingves       | 1'12"3 |
| 2016  | Amulet             | Birger Jörgensen   | 1'14"2 |
| 2015  | Ultimate Wine      | Johan Untersteiner | 1'14"2 |
| 2014  | Tast of Bourbon    | Jean-Pierre Dubois | 1'12"2 |
| 2013  | Sunbeam            | Nicolaj Andersen   | 1'13"5 |
| 2012  | Ragna Opal         | Kasper K Andersen  | 1'13"6 |
| 2011  | Peak Performance   | Steen Juul         | 1'14"1 |
| 2010  | Odyssee Eastwind   | Flemming Jensen    | 1'14"3 |
| 2009  | Nobodybeatsthebeat | Birger Jörgensen   | 1'13"9 |
| 2008  | Mathilde Trøjborg  | Knud Mønster       | 1'15"3 |
| 2007  | Lexus              | Jan Kramer         | 1'16"8 |
| 2006  | Keep On Party      | Preben Kjærsgaard  | 1'16"8 |
| 2005  | Irony Of Fate      | Steen Juul         | 1'15"5 |
| 2004  | Hera Esterel       | Flemming Jensen    | 1'15"3 |
| 2003  | Grace Hjordal      | Knud Mønster       | 1'16"5 |
| 2002  | Filippa Hydrup     | Birger Jörgensen   | 1'14"9 |
| 2001  | Echuca Cæsar       | Birger Jörgensen   | 1'15"7 |
| 2000  | Diva Derm          | Arvid Olsen        | 1'15"8 |
| 1999  | Cilla Mazur        | Ken Ecce           | 1'18"7 |
| 1998  | Bonita L           | Axel Jacobsen      | 1'15"9 |
| 1997  | Alfa GT            | Henrik Lønborg     | 1'16"  |
| 1996  | Woman New          | Jörg Schefe        | 1'18"5 |
| 1995  | Turner Shadow      | Nicolaj Andersen   | 1'16"9 |
| 1994  | Star of Kayne      | Pauli Andersen     | 1'16"  |
| 1993  | Rebillion          | Axel Jacobsen      | 1'16"8 |
| 1992  | Plus Bangsbo       | Max Nielsen        | 1'15"8 |